# Zingeron
A zingeron, más néven vanillálaceton fehér vagy halványsárga kristály (op. 39–43°C). Vízben alig, éterben jól oldódik.
A gyömbér csípős ízét adó vegyület. A friss gyömbérben nem található meg: a főzés során keletkezik gingerolból(en) retro-aldol reakció során; egyúttal a gyömbér veszít a csípősségéből.
Szerkezetileg hasonlít más ízesítőkre, pl. az eugenolra és a vanillinra. Ezekhez hasonlóan ízesítőnek használják csípős olajokban és csípős aromájú parfümökben.
Valószínűleg a zingeron a felelős a gyömbér hasmenés elleni hatásáért, mely a fejlődő országokban a gyermekekhalálozás egyik jelentős oka.

## Fordítás
- Ez a szócikk részben vagy egészben  a   Zingerone című angol Wikipédia-szócikk fordításán alapul.  Az eredeti cikk szerkesztőit annak laptörténete sorolja fel. Ez a jelzés csupán a megfogalmazás eredetét és a szerzői jogokat jelzi, nem szolgál a cikkben szereplő információk forrásmegjelöléseként.
- Ez a szócikk részben vagy egészben  a   Gingerol című angol Wikipédia-szócikk fordításán alapul.  Az eredeti cikk szerkesztőit annak laptörténete sorolja fel. Ez a jelzés csupán a megfogalmazás eredetét és a szerzői jogokat jelzi, nem szolgál a cikkben szereplő információk forrásmegjelöléseként.